# Cristián Reyes
Cristián Reyes, född 5 augusti 1986, är en friidrottare från Chile. Han deltog vid olympiska sommarspelen 2008 och olympiska sommarspelen 2012.